# Lena Dąbkowska-Cichocka
Lena Dąbkowska-Cichocka, née le 23 novembre 1973 à Moscou, est une fonctionnaire et femme politique polonaise.

## Biographie

### Formation et vie professionnelle
Elle est diplômée en 1998 de la faculté des sciences de l'Académie de théâtre Alexandre Zelwerowicz. Elle travaille initialement pour la fondation polonaise Robert-Schuman, puis rejoint le personnel de l'Institut Adam Mickiewicz (IAM). En 2003, elle intègre les équipes du Musée de l'Insurrection de Varsovie.

### Débuts et ascension en politique
Elle se présente aux élections législatives du 25 septembre 2005 dans la circonscription de Varsovie-II sur la liste de Droit et justice (PiS), dont elle n'est pas membre. Elle échoue à remporter un mandat. Le 28 décembre, Lena Dąbkowska-Cichocka est nommée à 32 ans sous-secrétaire d'État de la chancellerie du président de la République Lech Kaczyński, chargée de la Culture, du Patrimoine national et de la Science.

### Députée
Pour les élections législatives anticipées du 21 octobre 2007, PiS l'investit tête de liste dans la circonscription d'Opole. Elle obtient son premier mandat parlementaire avec 18 394 voix préférentielles. Elle est relevée de ses fonctions auprès du chef de l'État huit jours plus tard.
Elle décide de quitter le groupe parlementaire de Droit et justice en novembre 2010 pour constituer celui de La Pologne est le plus important (PjN) avec son ancienne collègue de la chancellerie présidentielle Elżbieta Jakubiak notamment.
Ne s'étant pas représentée aux élections législatives de 2011, elle retourne à sa carrière de fonctionnaire et rejoint alors la direction du musée de l'Histoire polonaise de Varsovie.